# Закон про заборону пропаганди ЛГБТ серед неповнолітніх в Угорщині
Закон про заборону пропаганди ЛГБТ серед неповнолітніх в Угорщині — нормативно-правовий акт, ухвалений парламентом Угорщини у 2021 році. Закон забороняє «пропаганду» гомосексуальності та трансгендерності серед осіб, які не досягли 18 років, обмежуючи доступ до матеріалів на цю тематику у школах, медіа та рекламі.

## Історія ухвалення
Закон був ініційований урядом Віктора Орбана та ухвалений 15 червня 2021 року парламентом Угорщини. Він був частиною ширшого пакету заходів, спрямованих на боротьбу з сексуальними злочинами проти дітей, однак містив положення, які обмежують права ЛГБТ-спільноти. Закон отримав схвалення більшості депутатів правлячої партії «Фідес», але викликав протести як всередині країни, так і на міжнародному рівні.

## Основні положення
Закон встановлює заборону на:
- Використання матеріалів, що демонструють або пропагують гомосексуальність чи зміну статі в освітніх закладах
- Поширення контенту, що стосується ЛГБТ-тематики, у ЗМІ, якщо він доступний неповнолітнім
- Рекламу, яка містить елементи ЛГБТ-пропаганди і орієнтована на молодь
- Проведення освітніх програм про сексуальну орієнтацію та гендерну ідентичність у школах без спеціального дозволу державних органів

## Реакція на закон
Закон викликав гостру критику з боку міжнародної спільноти, включаючи Європейський Союз, ООН та правозахисні організації. Європейська комісія розпочала процедуру порушення щодо Угорщини через можливе порушення фундаментальних прав та свобод. Кілька європейських країн, зокрема Німеччина, Франція та Нідерланди, засудили закон як такий, що порушує права людини.
У самій Угорщині закон також став предметом суперечок. Представники ЛГБТ-спільноти та правозахисні організації організували акції протесту, закликаючи до його скасування. Водночас уряд Орбана заявив, що закон спрямований на захист дітей і відповідає національним традиціям та цінностям.

## Наслідки ухвалення
Після ухвалення закону в Угорщині були запроваджені суворіші правила щодо розповсюдження інформації про ЛГБТ. Деякі книжки та фільми зазнали цензури, а громадські організації, що працюють із ЛГБТ-молоддю, зіткнулися з додатковими обмеженнями. У липні 2022 року Європейський суд розпочав розгляд справи щодо відповідності закону нормам ЄС.